# Chamoim e Vilar
Chamoim e Vilar (oficialmente: União das Freguesias de Chamoim e Vilar) é uma freguesia portuguesa do município de Terras de Bouro, com 12,57 km² de área e 349 habitantes (censo de 2021). A sua densidade populacional é 27,8 hab./km².

## História
Foi constituída em 2013, no âmbito de uma reforma administrativa nacional, pela agregação das antigas freguesias de Chamoim e Vilar.

## Demografia
A população registada nos censos foi:
| Distribuição da População por Grupos Etários | Distribuição da População por Grupos Etários | Distribuição da População por Grupos Etários | Distribuição da População por Grupos Etários | Distribuição da População por Grupos Etários | Distribuição da População por Grupos Etários |
| -------------------------------------------- | -------------------------------------------- | -------------------------------------------- | -------------------------------------------- | -------------------------------------------- | -------------------------------------------- |
| Antes da agregação                           |                                              |                                              |                                              |                                              |                                              |
| Ano                                          | 0-14 anos                                    | 15-24 anos                                   | 25-64 anos                                   | >= 65 anos                                   | Total                                        |
| 2001                                         | 79                                           | 82                                           | 240                                          | 149                                          | 550                                          |
| 2011                                         | 57                                           | 52                                           | 202                                          | 129                                          | 440                                          |
| Após a agregação                             |                                              |                                              |                                              |                                              |                                              |
| Ano                                          | 0-14 anos                                    | 15-24 anos                                   | 25-64 anos                                   | >= 65 anos                                   | Total                                        |
| 2021                                         | 24                                           | 41                                           | 173                                          | 111                                          | 349                                          |